# Castell de Valldàries
El Castell de l'Aguda o de Valldàries és un castell al municipi de Vilanova de l'Aguda (la Noguera) declarat bé cultural d'interès nacional. És a la part septentrional de la vall d'Ariga, coneguda també com a Valldària o Valldàries, en una de les carenes que limiten aquesta vall per la banda de tramuntana, situada paral·lela a la Serra del Pubill, als límits amb la comarca de l'Alt Urgell.

## Història

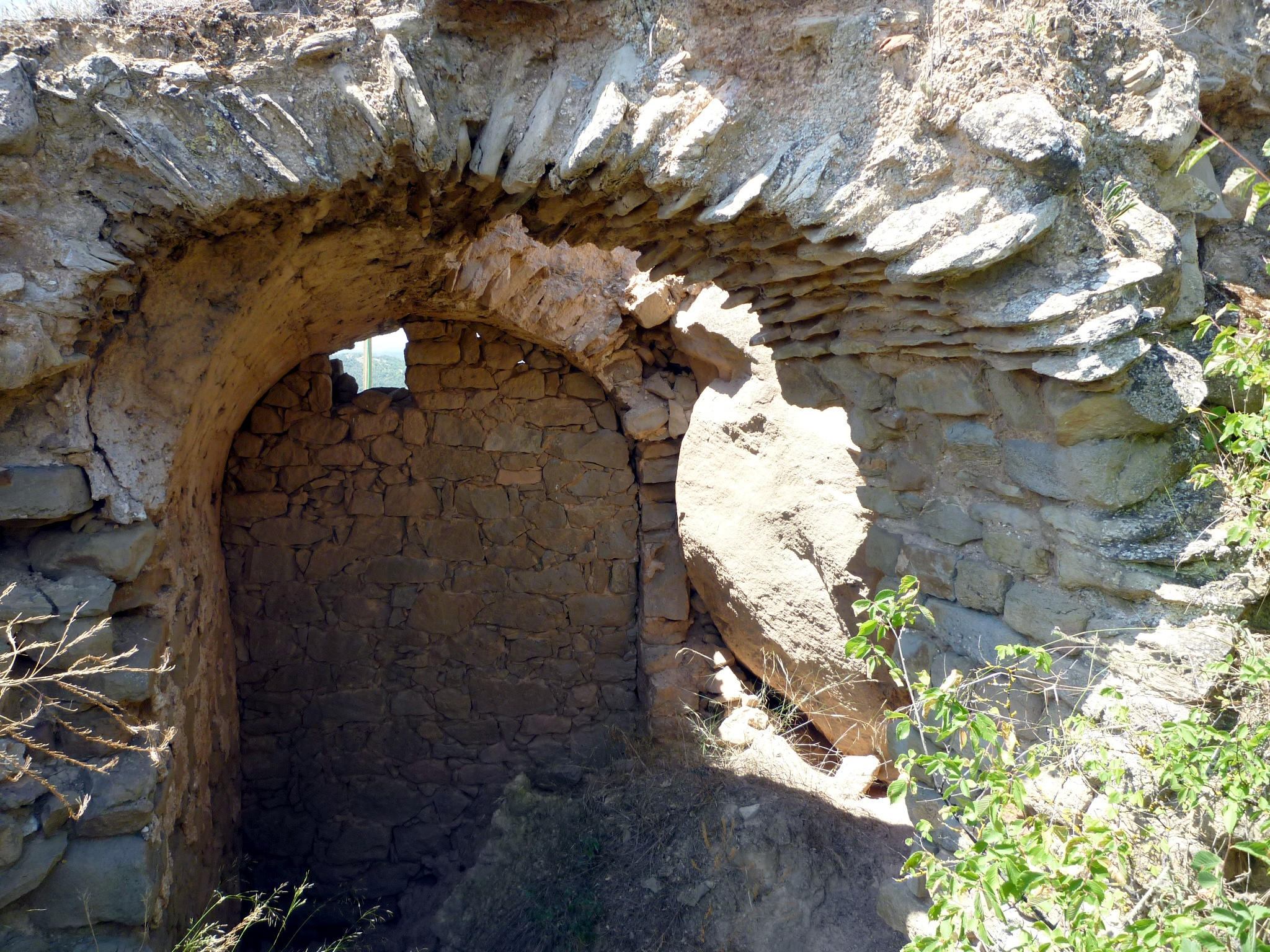
Castell de l'Aguda. Nau coberta amb volta de canó (2014)

La primera referència documental del Castell de l'Aguda és del 1022, en un judici per la possessió del castell que reclamava Arnau de Caboet, fill d'Isarn i Borrell de Tarabau, fill d'Ermemir. El castell s'adjudicà a Borrell de Tarabau. L'any 1047, Borrell i la seva esposa Adelaida, nous propietaris del castell, el donaren a la canònica de Santa Maria de la Seu, per la salvació de les seves ànimes, juntament amb les esglésies que estaven dins dels termes de «valle Ariga» (Valldàries) i també els delmes, primícies i oblacions dels fidels. Donaven també tots els castells, edificis, viles i vilatges construïts dins el terme. En el document es detallen les afrontacions del terme del Castell de l'Aguda.
L'any 1071, el bisbe Guillem permutà als canonges de Santa Maria de la Seu l'església de Sant Genís d'Er, la tercera part de la de Sant Genís de Montellà i la diaconat de Cerdanya, per la senyoria del Castell de l'Aguda. A partir d'aquell moment, el Castell de l'Aguda havia de passar a mans d'Ecard i els seus descendents en feu de la canònica de Santa Maria d'Urgell i els seus bisbes i les esglésies esmentades amb les seves pertinences no podrien ser preses, alienades o permutades sota pena d'excomunió. L'any 1085, Ecard i Magència llegaven al seu fill Bernat la meitat dels alous de Solsona i els castells de l'Aguda i Calonge. Posteriorment (1149), aquest castell passà a mans del fill de Bernat.
Els anys 1067 i 1069 apareix documentat el Castell de l'Aguda com a afrontació del castell de la Figuera, de l'Aguda i de Bordell. L'any 1099, el papa Urbà II confirmà, a petició del bisbe Ot, els béns de Santa Maria de la Seu, incloent-hi el «castrum Aguda de Vallelaria cum finibus suis». L'any 1154 (o 1159), el papa Adrià IV i l'any 1163 el papa Alexandre, tots dos per petició del bisbe d'Urgell Bernat Sanç, tornaran a confirmar i prendre sota protecció apostòlica el Castell de l'Aguda i els seus termes.
Al final del segle xii, el castell es trobava en mans de Ramon de Torroja, el qual el deixà a la seva neta Agnès.

## Arquitectura
Aquest castell era constituït per una torre mestra de planta circular i per una nau. De la torre mestra només resta un munt d'enderrocs, pedres i fragments de mur. Per les característiques de l'indret i pel que recorda la gent, havia de ser un edifici gran, semblant a altres construccions de la comarca com la torre d'Alòs o la de Sant Oïsme. Els carreus fan uns 15 cm d'alt per 30 cm de llarg i recorden l'aparell constructiu del segle xi.
Al sud-oest hi ha una nau que ara fa uns 5,7 m de llarg, 2 m d'ample i 2,5 m d'alt, fins a l'arrencada de la volta de mig punt feta amb part amb un encofrat i en part amb llosetes col·locades verticalment. Al costat nord-oest predomina la roca; entremig hi ha algunes filades de carreus. La paret que hi ha davant, amb un gruix de 120 cm, és feta gairebé tota amb carreus ben arrenglerats. Entre la torre i aquesta nau, segurament coetània, hi ha una roca amb diversos forats de planta quadrada.